# CTBP1
CTBP1 (англ. C-terminal binding protein 1) – білок, який кодується однойменним геном, розташованим у людей на короткому плечі 4-ї хромосоми.  Довжина поліпептидного ланцюга білка становить 440 амінокислот, а молекулярна маса — 47 535.
| 10         |  | 20         |  | 30         |  | 40         |  | 50         |
| ---------- |  | ---------- |  | ---------- |  | ---------- |  | ---------- |
| MGSSHLLNKG |  | LPLGVRPPIM |  | NGPLHPRPLV |  | ALLDGRDCTV |  | EMPILKDVAT |
| VAFCDAQSTQ |  | EIHEKVLNEA |  | VGALMYHTIT |  | LTREDLEKFK |  | ALRIIVRIGS |
| GFDNIDIKSA |  | GDLGIAVCNV |  | PAASVEETAD |  | STLCHILNLY |  | RRATWLHQAL |
| REGTRVQSVE |  | QIREVASGAA |  | RIRGETLGII |  | GLGRVGQAVA |  | LRAKAFGFNV |
| LFYDPYLSDG |  | VERALGLQRV |  | STLQDLLFHS |  | DCVTLHCGLN |  | EHNHHLINDF |
| TVKQMRQGAF |  | LVNTARGGLV |  | DEKALAQALK |  | EGRIRGAALD |  | VHESEPFSFS |
| QGPLKDAPNL |  | ICTPHAAWYS |  | EQASIEMREE |  | AAREIRRAIT |  | GRIPDSLKNC |
| VNKDHLTAAT |  | HWASMDPAVV |  | HPELNGAAYR |  | YPPGVVGVAP |  | TGIPAAVEGI |
| VPSAMSLSHG |  | LPPVAHPPHA |  | PSPGQTVKPE |  | ADRDHASDQL |  |            |

A: Аланін

C: Цистеїн

D: Аспарагінова кислота

E: Глутамінова кислота

F: Фенілаланін

G: Гліцин

H: Гістидин

I: Ізолейцин

K: Лізин

L: Лейцин

M: Метіонін

N: Аспарагін

P: Пролін

Q: Глутамін

R: Аргінін

S: Серин

T: Треонін

V: Валін

W: Триптофан

Кодований геном білок за функціями належить до оксидоредуктаз, репресорів, фосфопротеїнів. 
Задіяний у таких біологічних процесах як взаємодія хазяїн-вірус, транскрипція, регуляція транскрипції, диференціація, альтернативний сплайсинг. 
Білок має сайт для зв'язування з НАД. 
Локалізований у цитоплазмі, ядрі.